# Ambrozijansko pjevanje
Ambrozijansko pjevanje ili Milansko pjevanje je naziv za skup obrednih napjeva sačuvanih do danas u Milanskoj biskupiji. Najstariji pisani dokument, Missale Ambrosianum, datira iz 11. stoljeća. Sam postanak ovog napjeva, povezuje se sa sv. Ambrozijem iz 4. stoljeća. On je smatrao kako će vjernici aktivnije sudjelovati u bogoslužju reorganizirajući pjevanje u svojoj biskupiji. Stvorio je ambrozijanski koral stapanjem staroga rimskog i lokalnog pjevanja.

## Poveznice
- Koral
- Beneventansko pjevanje
- Psalam